# Osiedle przy ul. Nad Wierzbakiem w Poznaniu

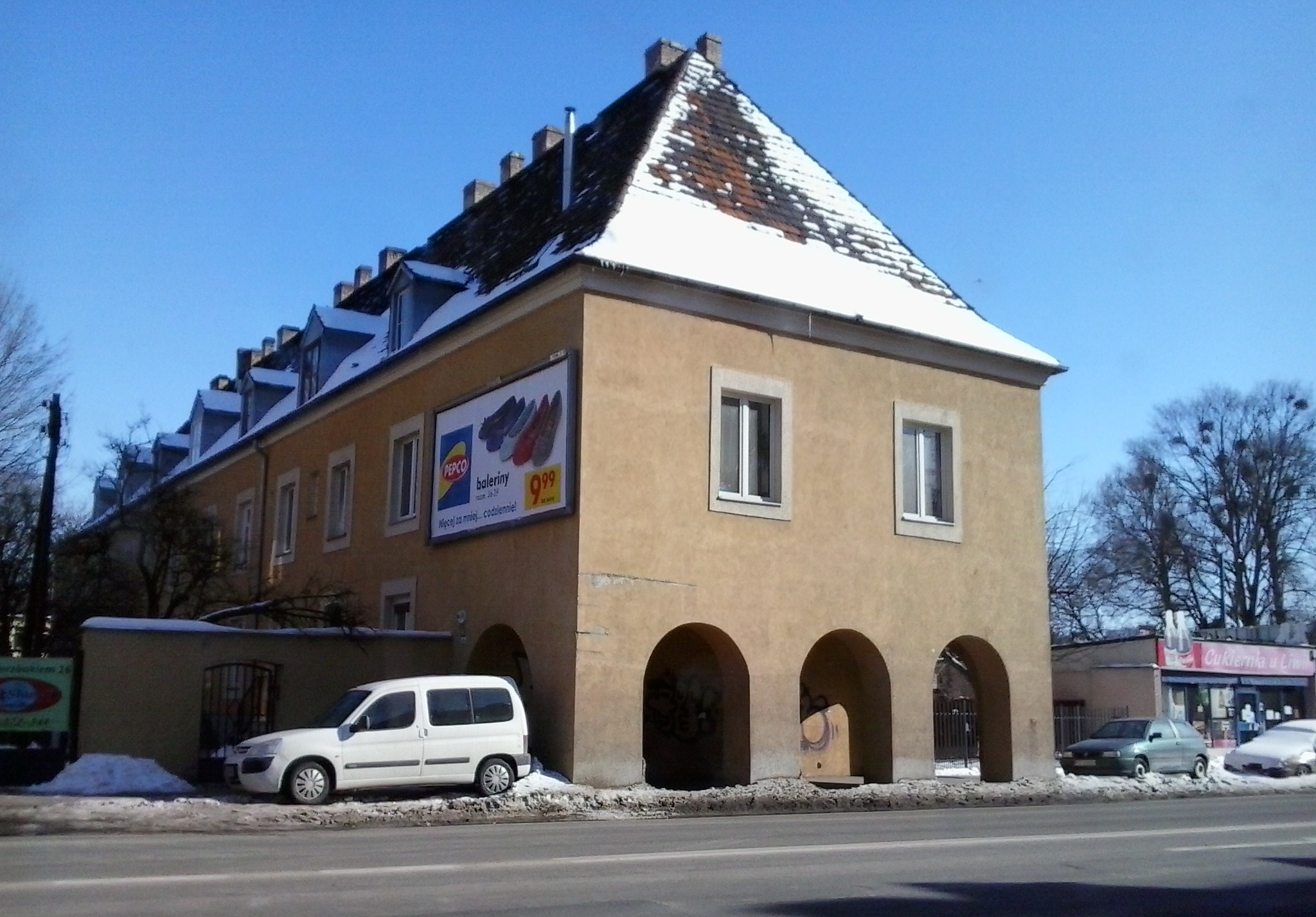
Widok od ul. Nad Wierzbakiem (marzec 2013)

Osiedle przy ul. Nad Wierzbakiem – jedno z poznańskich osiedli mieszkaniowych (właściwie fragmentarycznie zrealizowana część), reprezentujące konserwatywne formy mieszkaniowej architektury hitlerowskiej, zlokalizowane przy ul. Nad Wierzbakiem 14 i 15/17, u zbiegu z aleją Wielkopolską na Sołaczu na osiedlu samorządowym Sołacz.

## Charakterystyka
Nieznany architekt zaprojektował zapewne znacząco większe założenie, ale w latach 40. XX w. (podczas II wojny światowej), zrealizowano tylko dwa domy, tworzące rodzaj swoistej południowej bramy do prowadzącej w górę doliny Wierzbaka ulicy Nad Wierzbakiem. Budynki reprezentują tradycyjne rozwiązania architektoniczne, posiadają wysokie czterospadowe dachy, kryte dachówką i szerokie, białe obramienia okienne. Jeden z budynków (wschodni) posiada charakterystyczne podcienia od ulicy. Wzorce zastosowane na osiedlu były powszechnie stosowane w architekturze osiedlowej III Rzeszy, jako kontrapunkt dla niepożądanego przez niemieckich nazistów modernizmu, zwłaszcza związanego z Bauhausem.
Zespół stanowi dopełnienie interesującej, stübbenowskiej architektury Sołacza od strony wschodniej i jest wpisany do rejestru zabytków. Sąsiaduje z zabytkowym Parkiem Sołackim.